# Burgunderkriege
Als Burgunderkriege bezeichnet man die militärischen Auseinandersetzungen zwischen 1474 und 1477 zwischen dem Herzogtum Burgund auf der einen Seite und der Eidgenossenschaft und der Niederen Vereinigung auf der anderen Seite.

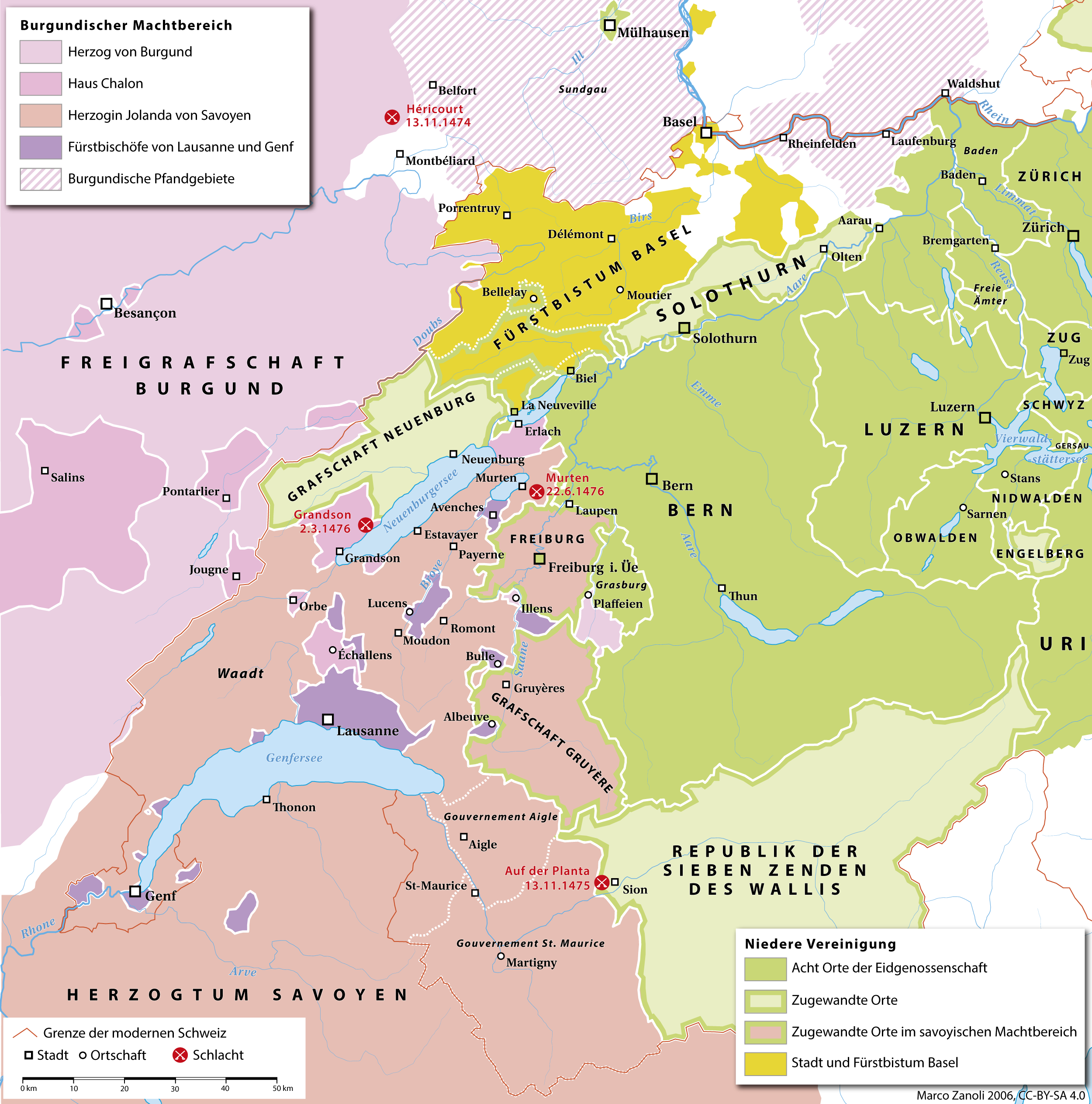
Der Schauplatz der Burgunderkriege

Neuss – Héricourt – Planta – Grandson – Murten – Nancy

## Vorgeschichte

### Das Haus Burgund

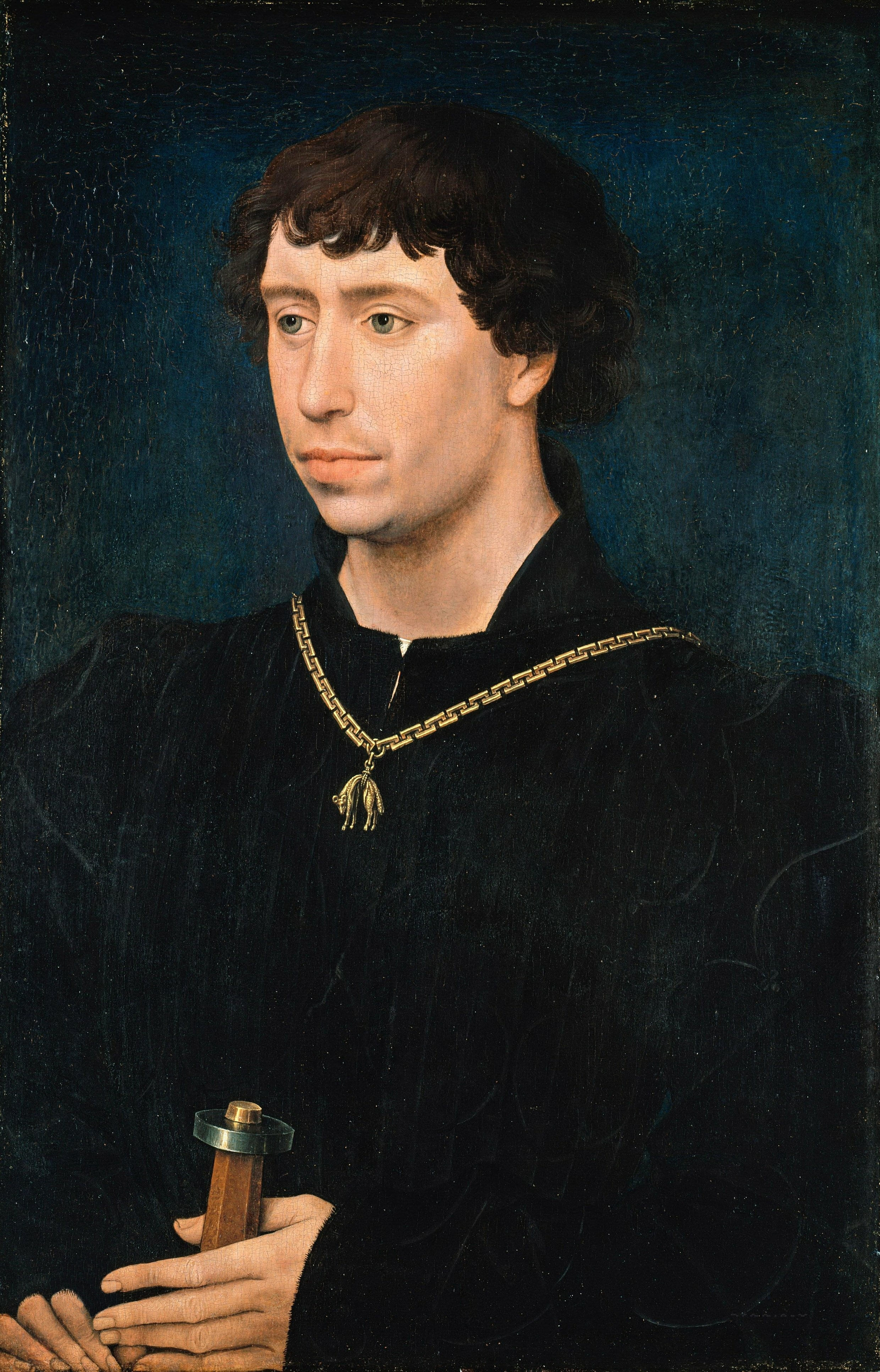
Karl der Kühne, Herzog von Burgund (Gemälde von Rogier van der Weyden, um 1460)

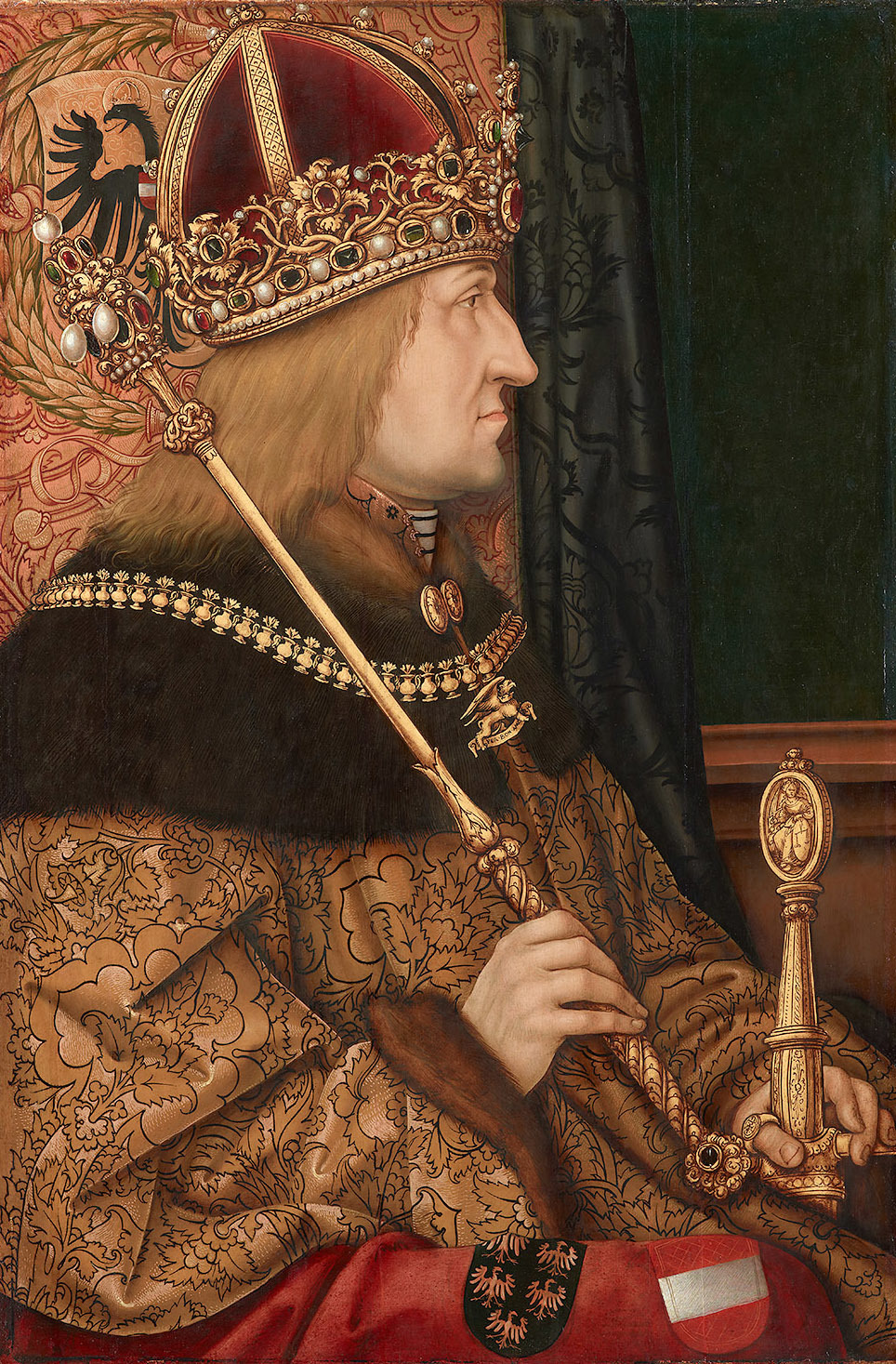
Kaiser Friedrich III. von Habsburg

Der französische König Johann der Gute aus dem Haus Valois belehnte 1363 seinen jüngsten Sohn, Philipp den Kühnen, mit dem Herzogtum Burgund. Philipp überwarf sich mit seinem Vater und ging dazu über, eine eigenständige Machtpolitik zu betreiben. Er vergrösserte seinen Herrschaftsbereich durch den Erwerb Flanderns und der Freigrafschaft Burgund. Seine Nachfolger, Johann Ohnefurcht und Philipp III., erweiterten den burgundischen Länderkomplex um Brabant, Holland, Limburg, die Picardie und Luxemburg. Auf diese Weise schuf die burgundische Nebenlinie des Hauses Valois ein mächtiges Feudalgebilde, das offiziell teils der französischen Krone und teils dem Heiligen Römischen Reich verpflichtet war, faktisch jedoch als unabhängiger Staat agierte. Mit Brabant und Flandern beherrschten die Herzöge von Burgund die wirtschaftlich stärksten Regionen des damaligen Europa. Die burgundischen Steuereinnahmen waren um ein Vielfaches höher als die des politisch und wirtschaftlich schwachen Heiligen Römischen Reiches. Das Haus Burgund betrieb eine expansionistische Politik, die auf die Herstellung einer territorialen Verbindung zwischen den nördlichen und südlichen Gebieten abzielte. Zu einer Auflösung der burgundischen Lehnsabhängigkeit von Frankreich kam es mit dem Vertrag von Arras (1435). Im selben Jahr verweigerte Burgund auch dem Kaiser den Lehnseid.
Besonders ehrgeizige Ziele verfolgte der seit 1465 herrschende Herzog Karl der Kühne, der die burgundischen Ländereien in ein Königreich umwandeln wollte. Karl wurden sogar Ambitionen auf den Kaisertitel nachgesagt. Zuvor wollte er jedoch durch die Eroberung des Herzogtums Lothringen einen geschlossenen burgundischen Länderkomplex entstehen lassen. Karl der Kühne hatte keinen Sohn, weshalb das Aussterben des Hauses Burgund in direkter Linie drohte.

### Die Gegner Burgunds
Die machtpolitischen Absichten Karls des Kühnen widerstrebten den Nachbarn und den von der Expansion direkt Betroffenen, insbesondere dem König von Frankreich und dem römisch-deutschen Kaiser sowie den Reichsstädten und den geistlichen Feudalherren am Ober- und Niederrhein. Die Eidgenossenschaft stand jedoch lange in gutem Einvernehmen mit Burgund und bezog den grössten Teil ihres Salzes aus den Salinen von Salins. Zuletzt wurde am 22. Mai 1467 ein Freundschaftsvertrag mit Herzog Philipp dem Guten und seinem Sohn Karl dem Kühnen geschlossen. Das gute Einvernehmen wurde jedoch empfindlich gestört, als sich Karl am 9. Mai 1469 im Vertrag von Saint-Omer verpflichtete, Herzog Siegmund von Österreich, Regent von Tirol und Vorderösterreich, im Austausch gegen die Verpfändung der habsburgischen Besitzungen im Elsass und im Breisgau in seinem Kampf gegen die Eidgenossen zu unterstützen. Siegmund hoffte, so die verlorenen Gebiete im Aargau und im Thurgau wieder zu gewinnen. Die Eidgenossenschaft schloss deshalb am 23. September 1470 in Tours mit dem französischen König Ludwig XI., der einer der Hauptgegner Karls des Kühnen war, einen Neutralitätspakt ab.
Der römisch-deutsche Kaiser Friedrich III. von Habsburg erkannte die hohe Wahrscheinlichkeit des Aussterbens der burgundischen Dynastie in männlicher Linie, weshalb er für seinen Sohn Maximilian Karls Tochter Maria von Burgund forderte. Im Gegenzug versprach Friedrich die Verleihung des Königstitels an Karl. Ein Treffen beider Seiten in Trier ging jedoch 1473 ergebnislos zu Ende. Karl unternahm in der Folge 1474 einen Feldzug gegen das Erzbistum Köln, der an der Belagerung von Neuss scheiterte. Der Kaiser und Herzog Siegmund waren um ihre elsässischen Besitzungen besorgt und beobachteten den militärischen Aufstieg Karls mit Sorge. Durch die Vermittlung des französischen Königs Ludwig XI. erreichten sie schließlich eine Annäherung an die Eidgenossenschaft.

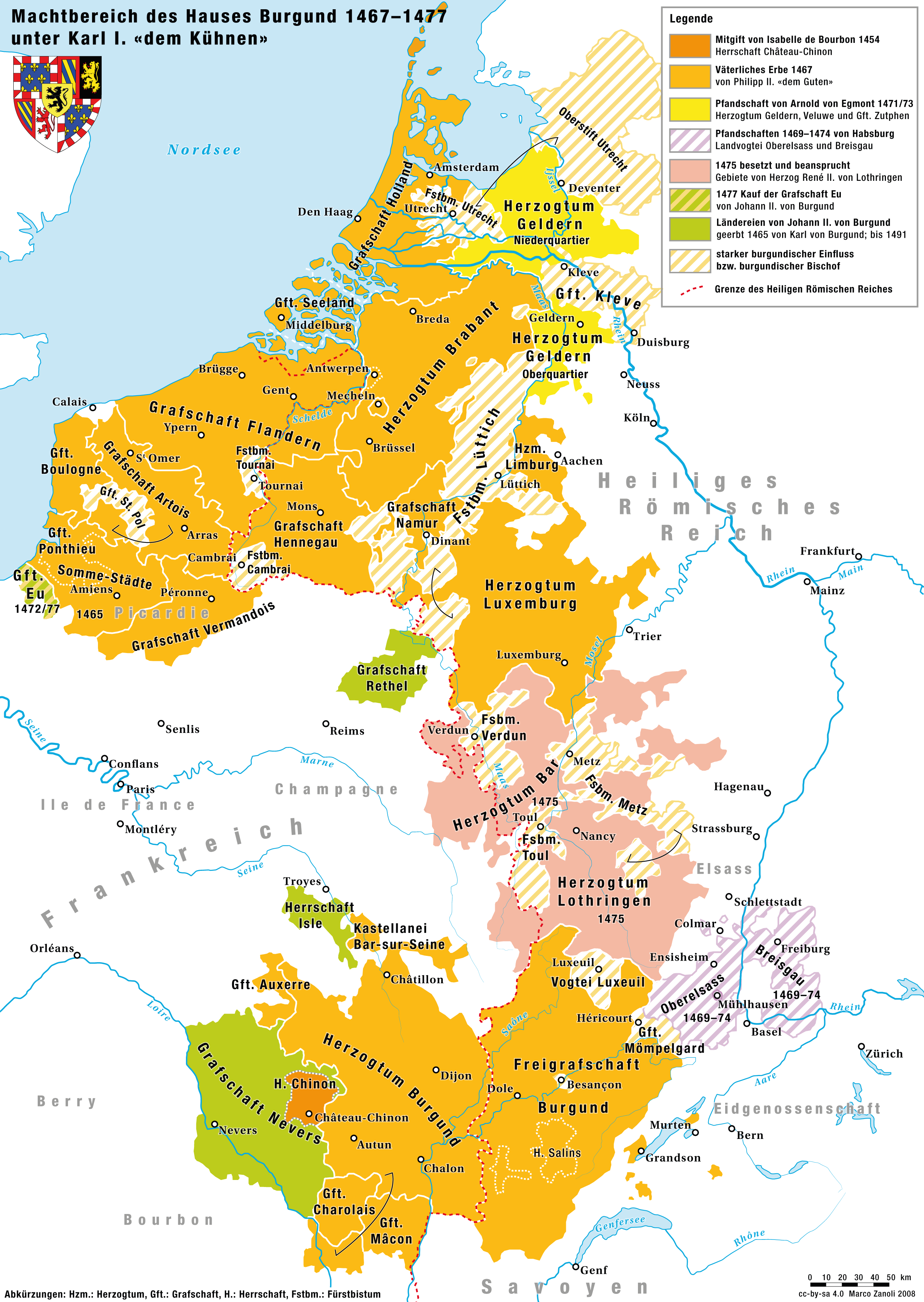
Karte des burgundischen Machtbereichs um 1477

1473/74 schlossen die drei elsässischen Reichsstädte Straßburg, Colmar und Schlettstadt, sowie die Stadt Basel und die Fürstbischöfe von Straßburg und Basel, die Eidgenossenschaft sowie Herzog Siegmund von Österreich in Konstanz einen Landfriedensbund, die Niedere Vereinigung. Diese richtete sich klar gegen die Expansionsbestrebungen Karls des Kühnen. Die vier Reichsstädte gewährten Herzog Siegmund einen Kredit von 76'000 Gulden, mit dem er die verpfändeten habsburgischen Besitzungen im Elsass wieder auslösen konnte. Zwischen Herzog Siegmund und der Eidgenossenschaft kam gleichzeitig ein weiterer Vertrag zustande, die sog. Ewige Richtung, in der die beiden Parteien gegenseitig ihren Besitzstand anerkannten und einen ewigen Landfrieden bekräftigten. Damit erübrigte sich für Siegmund der Schutz durch Burgund, der seit dem Vertrag von Saint-Omer sowieso nie geleistet worden war.
Der französische König Ludwig XI., der bis 1468/71 Lehnsherr Karls des Kühnen gewesen war, versuchte systematisch, auf diplomatischem Weg den Burgunderherzog zu schwächen. Die Herzöge von Burgund hatten sich während des Hundertjährigen Kriegs mehrfach mit England gegen die französische Krone verbündet. Karl selbst führte mit Ludwig XI. zwischen 1465 und 1472 verschiedentlich Krieg und fügte dem König empfindliche Niederlagen zu. Der französische König scheute deshalb eine erneute direkte Konfrontation und setzte auf einen Konflikt zwischen der Eidgenossenschaft und Burgund, da die eidgenössische Reichsstadt Bern seit längerem eine expansionistische Politik betrieb, die auch auf den burgundischen Machtbereich in der heutigen Westschweiz ausgerichtet war. Eine wichtige Rolle in den Verhandlungen zwischen Ludwig XI. und der Eidgenossenschaft spielte deshalb der Berner Niklaus von Diesbach, seit 1468 Rat und Kammerherr des französischen Königs. Durch die Vermittlung Diesbachs kam am 21./26. Oktober 1474 der erste Soldvertrag zwischen Frankreich und den acht eidgenössischen Orten sowie den Zugewandten Orten Freiburg i. Ü. und Solothurn zustande, in dem Ludwig der Eidgenossenschaft finanzielle und militärische Hilfe im Falle eines Krieges mit Karl dem Kühnen zusicherte. Bis zum Tod des Königs sollten der Eidgenossenschaft jährlich 20'000 Gulden gezahlt werden, im Fall eines Krieges mit Burgund weitere 20'000 Gulden vierteljährlich, solange Ludwig nicht in den Krieg eintrat. Den eidgenössischen Söldnern im Dienst Frankreichs wurden 54 Goldgulden pro Mann und Jahr in Aussicht gestellt. Die Rechnung ging für Ludwig auf, als Bern und Freiburg im Herbst 1474 tatsächlich zusammen mit den oberelsässischen Städten den Krieg gegen Burgund eröffneten.

## Kriegsausbruch

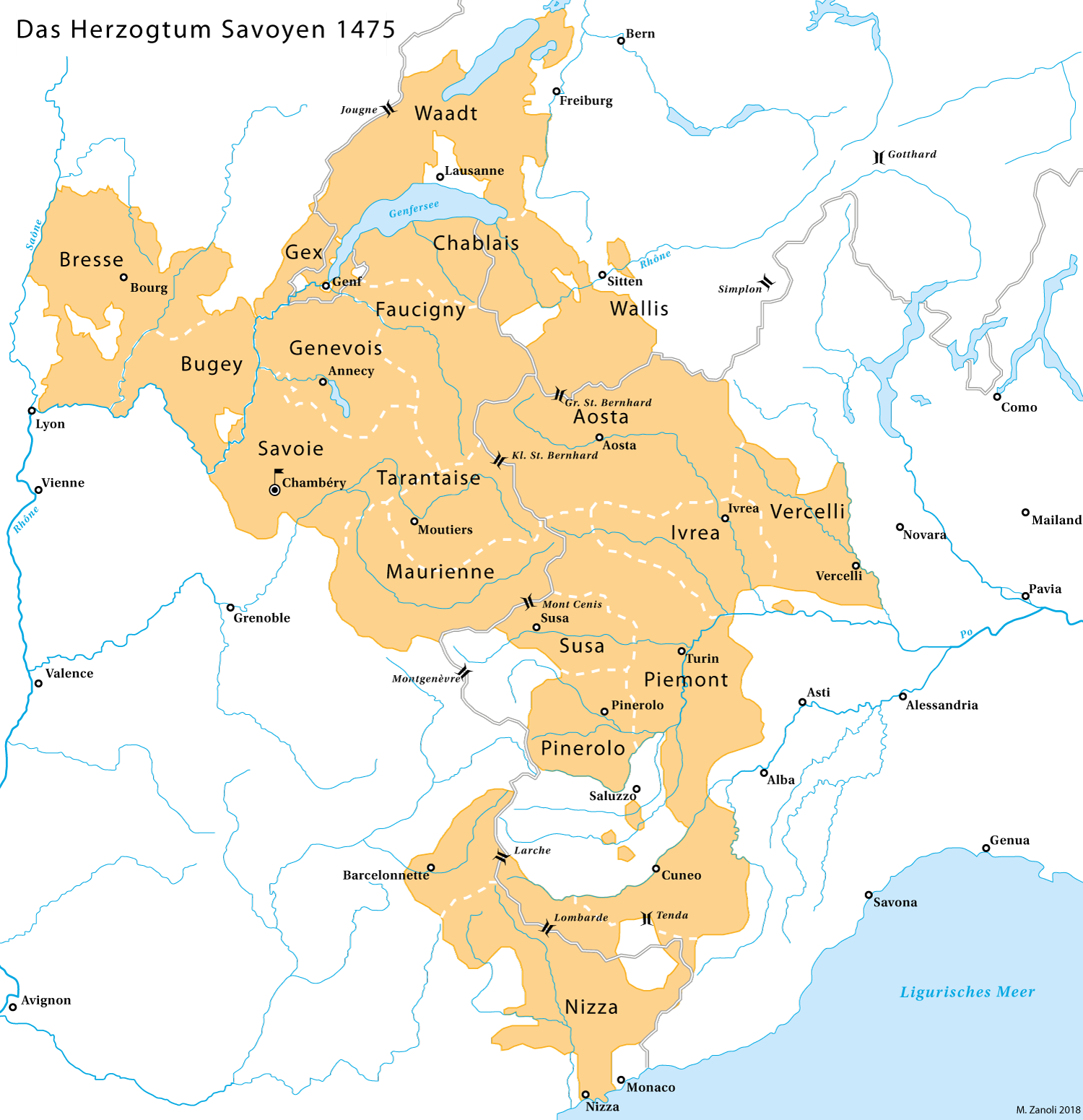
Karte des Herzogtums Savoyen 1475

Anlass für den Ausbruch der Feindseligkeiten war die Hinrichtung des burgundischen Landvogtes Peter von Hagenbach in Breisach am 9. Mai 1474. Der Bruder Hagenbachs verwüstete als Vergeltung im August des gleichen Jahres mit burgundischen und lombardischen Söldnern das obere Elsass. Die Niedere Vereinigung zog deshalb mit einem Heer in die Freigrafschaft Burgund und besiegte den burgundischen Heerführer Heinrich von Neuenburg-Blamont in der Schlacht bei Héricourt vernichtend. Karl der Kühne war gleichzeitig noch mit der Belagerung von Neuss beschäftigt.
Bern und Freiburg wandten sich nun gegen das Herzogtum Savoyen. Seit dem Tod des Herzogs Amadeus XI. 1472 führte dessen Witwe Jolanda, eine Schwester Ludwig XI. von Frankreich, als Regentin für den minderjährigen Philibert I. das Herzogtum Savoyen. 1473 erneuerte Jolanda auf Betreiben ihres Vertrauten Jakob von Savoyen, des Grafen von Romont, das Bündnis mit Burgund und brachte sich damit in einen Gegensatz mit Bern und Freiburg. Bern besetzte deshalb Ende Oktober 1474 die Herrschaft Erlach am Bielersee, Freiburg im Frühjahr 1475 die Herrschaft Illens an der Saane. Da Jolanda auf ein Ultimatum, Burgund den Krieg zu erklären, nicht einging, fiel im April ein bernisch-freiburgisches Heer unter Nikolaus von Diesbach ins savoyische Waadtland ein und eroberte bis Oktober 16 Städte und 43 Schlösser. Der mit Bern verbündete Bischof von Sitten, Walter Supersaxo, besetzte nach der Schlacht auf der Planta am 13. November das savoyische Gouvernement Saint-Maurice im Unterwallis.

## Kriegsverlauf

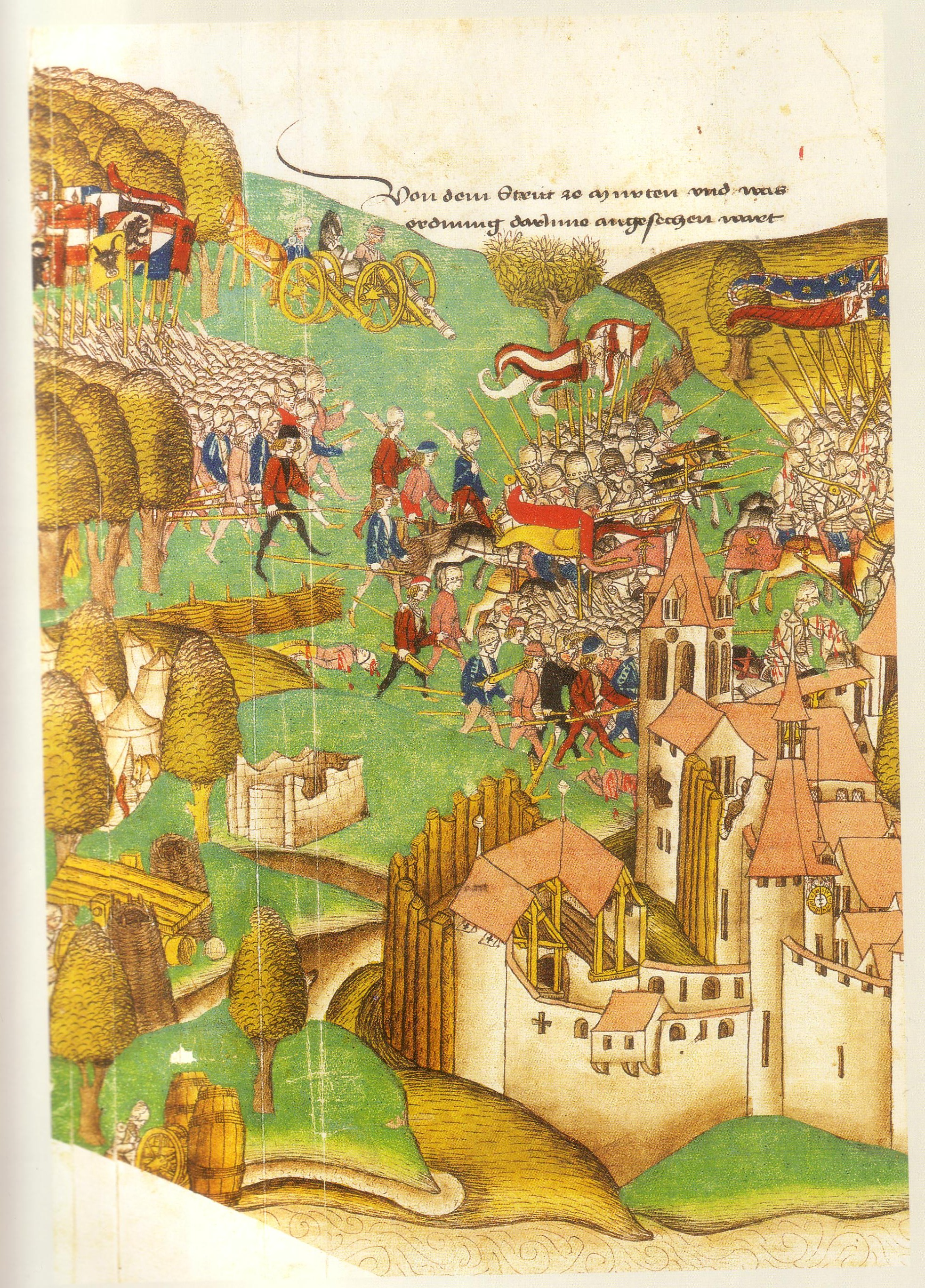
Schlacht bei Murten, Darstellung im Zürcher Schilling 1480/84

Nach dem Ausbruch der Kampfhandlungen in der Freigrafschaft und in Savoyen und der erfolglosen Belagerung von Neuss ließ Karl 1475 das Herzogtum Lothringen besetzen. Als die mit Burgund verbündeten Engländer 1475 in Calais landeten, blieb die Unterstützung durch Karl den Kühnen aus, da dieser zu sehr mit seiner lothringischen Gebietserwerbung beschäftigt war. Am 29. August konnte Ludwig XI. deshalb im Vertrag von Picquigny den Frieden mit England erkaufen, wodurch die Position Karls in Lothringen wiederum geschwächt wurde.
Im folgenden Jahr unternahm Karl von der Freigrafschaft Burgund aus einen Feldzug gegen das Territorium der Eidgenossen. Zu Karls Aufgebot gehörten zahlreiche Bogenschützen, ausserdem verfügte sein Heer über hunderte Kanonen. Hinzu kamen Armbrustschützen, schwere Reiterei und einige Soldaten, die mit frühen Arkebusen ausgerüstet waren. Zuerst plante Karl gegen Bern vorzugehen, das er zu Recht als treibende Kraft hinter der anti-burgundischen Liga erkannte. Am 28. Februar 1476 nahm er nach kurzer Belagerung das von Bern und Freiburg besetzte Städtchen Grandson ein und ließ die Besatzung von 412 Mann nach bedingungsloser Kapitulation bis auf den letzten Mann hinrichten. Die kurze Zeit der Belagerung nutzte Bern, um ein grösseres Aufgebot mit Zuzug aus der Eidgenossenschaft zusammenzustellen und Karl entgegenzuziehen. Am 2. März 1476 kam es in der Schlacht bei Grandson zum ersten großen Treffen. Dabei mussten Karls Truppen eine Niederlage im Kampf gegen die eidgenössische Infanterie hinnehmen. Den Bernern und ihren Verbündeten gelang die Erbeutung von über 400 burgundischen Geschützen. Mangels Kavallerie konnten sie den Burgundern jedoch nicht nachsetzen, was Karl erlaubte, mit geringen Verlusten aus dieser Schlacht herauszukommen. Die reiche Beute der Eidgenossen aus dem burgundischen Lager bei Grandson wurde sprichwörtlich für eine aussergewöhnliche Kriegsbeute. Auch politisch nutzten die Eidgenossen den Sieg bei Grandson nicht, da die östlichen Städte und Länderorte Bern nicht bei einer territorialen Expansion im Westen unterstützen wollten und sich wieder zurückzogen.
Wenige Monate später hatte Karl in Lausanne ein neues Heer zusammengestellt und stieß erneut in Richtung Bern vor. Er schloss zuerst am 10./11. Juni 1476 die Stadt Murten ein, die von Bern zu ihrem westlichen Bollwerk ausgebaut worden war und über 2000 Mann bernische Besatzung beherbergte. Da Karl dabei auch die Grenzen des alten bernischen Gebiets verletzte, trat nun die Eidgenossenschaft in Erfüllung des Bündnisses mit Bern in den Krieg gegen Burgund ein. Durch die Belagerung Murtens blieb der Eidgenossenschaft genügend Zeit, ein Heer aller Orte und Verbündeten zusammenzustellen und Karl entgegenzuziehen. In der Schlacht bei Murten am 22. Juni 1476 brachten sie dem Burgunderherzog die bis dahin vernichtendste Niederlage bei. Rund 10'000 Burgunder wurden getötet und die Eidgenossen stießen weit in die vom Herzogtum Savoyen beherrschte Waadt vor. Dies zwang Karls Verbündete, Herzogin Jolanda von Savoyen, im Juli 1476 zum Friedensschluss.
Eine Episode im Rahmen der Burgunderkriege ist der erste Saubannerzug von rund 2000 Urnern, Schwyzern, Unterwaldnern, Zugern und Luzernern anlässlich der Fasnacht im Februar 1477. Dieser Raubzug unter einem Feldzeichen, das eine Sau auf blauem Grund zeigte, führte durch die Waadt bis nach Genf, wo eine angeblich noch ausstehende Kriegskontribution eingetrieben werden sollte. Die Stadt Genf musste sich tatsächlich am 4. März 1477 mit der Zahlung von 8000 Gulden an die Orte Uri, Schwyz, Unterwalden, Zug und Luzern von den wilden Innerschweizern loskaufen. Um den Abzug der raub- und zerstörungslustigen Kämpfer zu beschleunigen, zahlte sie allen 1700 verbliebenen Teilnehmern des Saubannerzugs zudem noch zwei Gulden in die Hand und verteilte Alkohol für den Heimweg.
Karl der Kühne kehrte nach Burgund zurück und wandte sich im Herbst 1476 mit einem neuen Heer gegen das Herzogtum Lothringen. Erneut ließ er sich auf eine aufwändige Belagerung ein, diesmal der lothringischen Hauptstadt Nancy. Am 5. Januar 1477 erreichte ein von Herzog René von Lothringen angeworbenes Heer von 8000 eidgenössischen Söldnern unter Hans Waldmann mit dem Aufgebot der Niederen Vereinigung die Ebene bei der Stadt und zerschlugen das burgundische Heer. In den Wirren der Schlacht bei Nancy verlor Herzog Karl der Kühne sein Leben.
Ein alter Spottreim fasst das Scheitern Karls an der eidgenössischen Kriegsmacht so zusammen:
„Herzog Karl von Burgund verlor bei Grandson das Gut, bei Murten den Mut, bei Nancy das Blut.“
Der Straßburger Hans Erhart Tüsch beschrieb die Ereignisse in einer Reimchronik (Burgundische Historie). Diebold Schilling der Ältere hielt zahlreiche Begebenheiten der Burgunderkriege in seiner Grossen Burgunderchronik fest.

## Kriegsende
Die Burgunderkriege endeten mit zwei separaten Friedensschlüssen in Freiburg i. Ü. (1476) und in Zürich (1478):
Am 25. Juli 1476 beendete der Friede von Freiburg i. Ü. die Fehde von Bern, Freiburg und dem Wallis mit dem Herzogtum Savoyen. Herzogin Jolanda, Regentin von Savoyen für den minderjährigen Herzog Philibert I., musste im Tausch für den Frieden Bern die Herrschaften Aigle und Erlach abtreten, Freiburg die Herrschaft Illens; Murten, Grandson, Échallens und Orbe gingen an Freiburg und Bern als Gemeine Herrschaften. Die von Bern und Freiburg besetzten Teile der Waadt blieben ausserdem bis zur Zahlung von 50'000 Gulden ein Pfand der beiden Städte. Der mit Bern verbündete Bischof von Sitten, Walter Supersaxo, annektierte weiter das von den Wallisern 1475 besetzte Gouvernement St. Maurice im Unterwallis. Freiburg wurde auch formell aus der Souveränität Savoyens entlassen und durfte sich seit dem September 1477 mit Erlaubnis Friedrichs III. als freie Reichsstadt bezeichnen. Im November 1477 musste Savoyen auch noch hinnehmen, dass die Stadt und der Bischof von Genf mit Bern und Freiburg einen Burgrechtsvertrag abschlossen – die Stadt am Ende des Genfersees gehörte bislang klar zum savoyischen Machtbereich. Weitere Konflikte zwischen den westlichsten eidgenössischen Orten und dem Herzogtum Savoyen waren damit programmiert.
Am 24. Januar 1478 unterzeichneten Maximilian von Habsburg als Erbe Karls des Kühnen, Herzog René von Lothringen, Erzherzog Sigmund von Österreich, die Eidgenossenschaft sowie die übrige Niedere Vereinigung den Frieden von Zürich. Die Vertragsparteien sicherten sich gegenseitige Neutralität zu und die Eidgenossenschaft stattete Maximilian für 150'000 Gulden die Freigrafschaft Burgund zurück.

## Kriegsfolgen

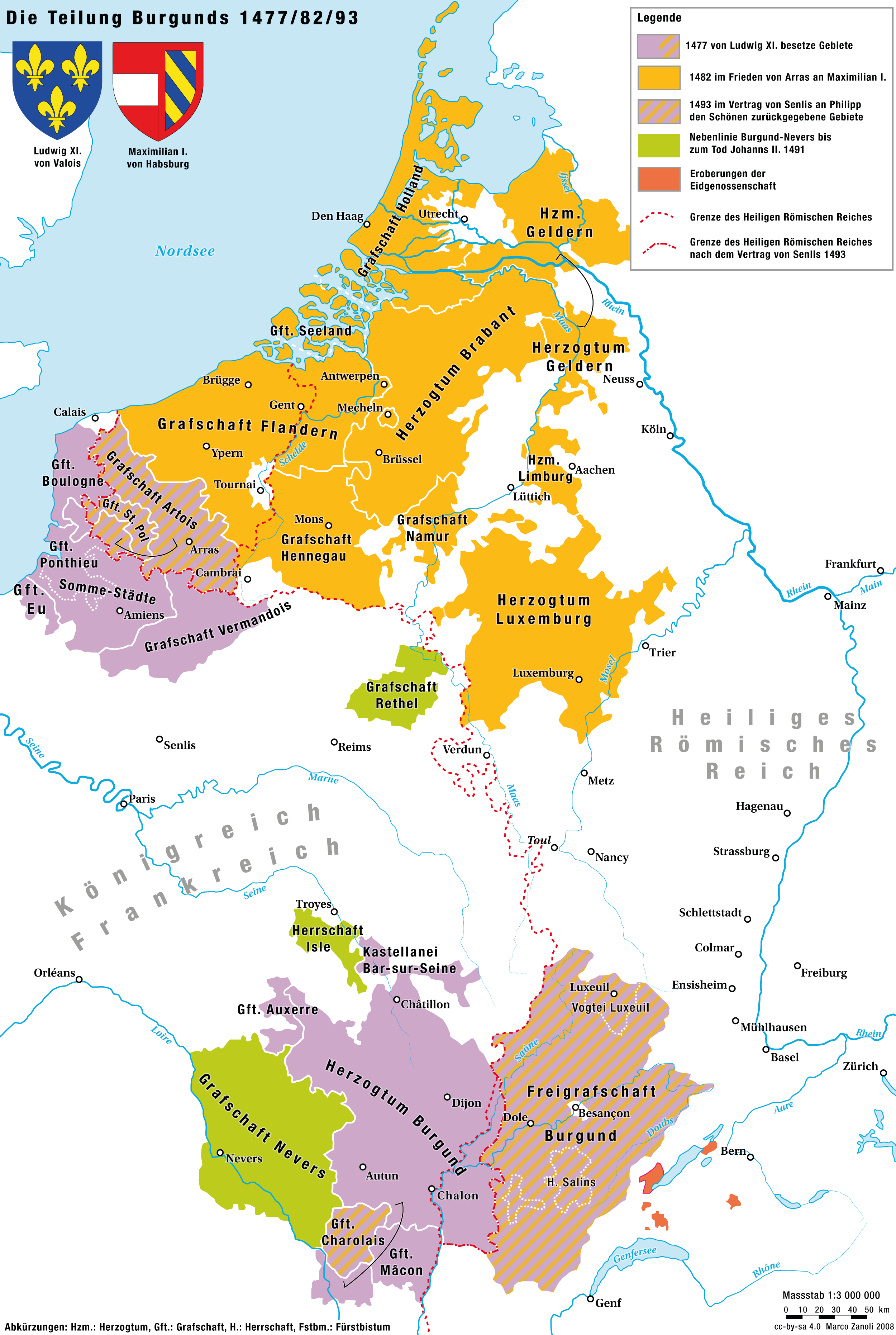
Die Aufteilung des Herrschaftsgebietes Karls des Kühnen nach den Burgunderkriegen

Am 19. August 1477 heiratete Maria von Burgund – die volljährige Erbtochter Karls des Kühnen – Maximilian von Habsburg, den Sohn des römisch-deutschen Kaisers Friedrich III., mit dem sie bereits seit 1475 verlobt war. Dadurch wurde das Herzogtum, das nach dem Tod Karls grösstenteils von Frankreich besetzt worden war, Teil des habsburgischen Hausbesitzes, nachdem es bereits zuvor teilweise unter der Lehnsherrschaft des Heiligen Römischen Reiches gestanden hatte. Im Burgundischen Erbfolgekrieg (1477–1493) setzte Maximilian einen großen Teil seiner Ansprüche auf das Erbe Karls des Kühnen zunächst mit einem Sieg in der Schlacht bei Guinegate (1479) durch, während Frankreich lediglich die Picardie und das eigentliche Herzogtum Burgund halten konnte. Als Maria von Burgund 1482 verstarb, ging das burgundische Erbe endgültig an die Habsburger über. Seinen Anspruch auf Flandern konnte der vormundschaftlich für seinen minderjährigen Sohn Philipp regierende Maximilian aber erst am Ende des Burgundischen Erbfolgekrieges mit dem Vertrag von Senlis (1493) endgültig durchsetzen. Durch den Gewinn eines Großteils des ehemaligen burgundischen Staats wuchs die Machtposition der Habsburger deutlich, doch es entstand ein latenter Konflikt mit Frankreich, der bereits wenige Jahre später während der Italienischen Kriege offen ausbrach und zu einem jahrhundertelangen habsburgisch-französischen Gegensatz führte.
Das Selbstbewusstsein der Eidgenossen war durch ihre Erfolge im Kampf gegen die Burgunder stark gewachsen. Wegen der inneren Uneinigkeit der Eidgenossenschaft kam es jedoch zu keinen grösseren Gebietserweiterungen. Nutznießer der Burgunderkriege war also nicht das in sich zerstrittene eidgenössische Bündnis, von dem Savoyen die verlorenen Gebiete im Waadtland billig zurückerhielt und Frankreich vorübergehend die Freigrafschaft Burgund erwarb. Die sieben östlichen Orte wollten sich nicht für die Berner Westexpansion vereinnahmen lassen und bezogen lieber bares Geld. Aber die durch die Siege gegen Burgund erstarkte Eidgenossenschaft konnte sich anschließend der Reichsreform Maximilians I. widersetzen und im Schwabenkrieg von 1499 ihre Selbstständigkeit innerhalb des Reiches behaupten. Die Schlagkraft des schweizerischen Fussvolks aus Pikenieren und Hellebardieren bewog diverse europäische Herrscher dazu, bis ins 19. Jahrhundert Söldner aus der Schweiz anzuwerben. Die Überlegenheit der Infanterie auf dem Schlachtfeld, die durch die Taktik des Gewalthaufens der Eidgenossen begründet wurde, hielt bis zur Weiterentwicklung der Handfeuerwaffen im 16. und 17. Jahrhundert an.
Der Untergang des „neuburgundischen Staats“ hatte gezeigt, dass im Europa an der Schwelle zur Neuzeit kein Platz mehr für ein weiteres übernationales Feudalreich war. Das Burgundische Jahrhundert hatte ein vorzeitiges Ende gefunden.

## Filmdokumentationen
- Die Schweizer, vierteilige Dokumentation des Schweizer Fernsehens, 2013.